# Weckschwelle
Als Weckschwelle bezeichnet man in der Medizin die Stärke eines bestimmten Reizes (beispielsweise eines akustischen Signals), die notwendig ist, um einen Schlafenden aufzuwecken.

## Weckschwelle und Schlafstadium
Während des Non-REM-Schlafes nimmt die Reaktionsfähigkeit von Schlafstadium N1 über N2 zu N3, dem Tiefschlaf, ab. Im phasischen Teil des REM-Schlafes kommt es zur Unterdrückung externer sensorischer Reize, sodass die Weckschwelle gegenüber dem tonischen Teil des REM-Schlafes erhöht ist. Im ersten Schlafzyklus ist der Tiefschlaf-Anteil gegenüber späteren Zyklen am höchsten, gegen Morgen steigt hingegen der REM-Anteil. Die Weckschwelle steigt typisch in der ersten Stunde des Schlafes und sinkt danach. Nach Schlafentzug nimmt die Weckschwelle während einer Nacht bis zur 6. Stunde zu und sinkt danach wieder.

## Weckschwelle und Reiz
Die Höhe der Weckschwelle ist individuell verschieden. Sie hängt nicht nur vom Schlafstadium ab, sondern auch von der Art des Reizes und Assoziationen, die damit verbunden sind. Auch komplexe Reizmuster werden im Schlaf „erkannt“ und „bewertet“.

## Weckreizmethode in der Schlafforschung
In der Schlafforschung ist der Begriff Weckschwelle mit Versuchen zur Bestimmung der „Schlaftiefe“ aus den Anfängen der Erforschung des Schlafes verbunden. Die Weckreizmethode nach Ernst Kohlschütter aus 1862 wählte die Stärke des Reizes, die zum Erwachen führt und als Weckschwelle bezeichnet wird, zum Maß für die Schlaftiefe. Die Schwellenreizstärke wurde mit der Schlaftiefe gleichgesetzt. Die Reizstärke und damit auch die Schlaftiefe hatte so einen energetischen Gehalt und war damit genau definiert und quantitativ zu fassen.
Die Weckreizmethode von Kohlschütter verwendet einen Pendelhammer, der gegen eine dicke Schieferplatte schlägt als akustischen Weckreiz. Der Winkel beim Loslassen des Pendelhammers und der Abstand zum Ohr des schlafenden Probanden werden als Signalstärke vermerkt und Reaktionen des Probanden gemäß der Beobachtung registriert. Als Abstand zwischen Messungen wurden damals 30 Minuten gewählt. Die von Kohlschütter erarbeitete „Schlaftiefenkurve“ zeigte eine zunehmende Schlaftiefe am Anfang des Schlafes über die Periode, die nach neuerer Sicht dem ersten Schlafzyklus entspricht, und eine Abnahme der Schlaftiefe gegen Morgen.
Die Methode wurde über Jahrzehnte hin verwendet, obwohl Nachteile bestanden. Ein einzelner Wert wird nur über das Herantasten mit einer Reizserie gefunden. Überschwellige Reize führen zum Wecken, wobei unklar bleibt, um welchen Betrag der Reiz überschwellig war. Unterschwellige Reize in kurzer Folge senken aber die Weckschwelle für jeweils folgende Reize. Der Weckreiz verändert somit den zu messenden Vorgang. Reizstärken unterschiedlicher Art (Geräusch, Licht, Berührung) sind miteinander nicht vergleichbar.
Überdies wurde auch erkannt, dass es nicht nur auf den „Energiegehalt“, sondern auch auf die Art des Reizes ankommt. Man sprach vom „Ammenschlaf“ und vom „Müllerschlaf“. Beim Ammenschlaf handelt es sich um eine vorübergehende Veränderung im Schlafverhalten einer Bezugsperson eines Säuglings, bei dem vom Kind ausgehende Signale selbst schwacher Intensität zum Wecken der Bezugsperson führen, weitaus stärkere Reize anderer Herkunft hingegen noch nicht. Der Begriff Müllerschlaf spielt in diesem Kontext auf die Arbeitsbedingungen der Müller an, die beim weithin zu hörenden Geräusch des arbeitenden Mahlwerks schlafen konnten, beim Wegfall dieses Geräusches jedoch alarmiert aufwachten. Folglich kann auch der Wegfall eines Reizes zum Wecken führen. Bei Untersuchungen kann man nicht sicher sein, dass der verwendete Reiz für das Individuum indifferent ist, es kann ein gleicher Reiz zuvor Bedeutung gehabt haben.
Die von Kohlschütter mit relativ wenigen Messungen für seine Schlaftiefenkurven gefundenen Werte für die Weckschwelle im typischen Verlauf des Nachtschlafes wurden inzwischen analysiert und mit Ergebnissen aus entsprechenden polysomnographischen Untersuchungen verglichen und in weiten Teilen bestätigt.